# Лесово
Лесово е село в Югоизточна България, община Елхово, област Ямбол. Селото е разположено на границата между Турция и България на 26 км южно от Елхово, на около 65 км южно от Ямбол, на 155 км от Бургас, на 331 км от столицата София и на около 40 км северно от Одрин в Турция. В Лесово през 2005 г. е открит ГКПП Лесово–Хамзабейли.

## География
Западно от Лесово протича река Тунджа, от изток са хълмовете и височините на Дервентските възвишения, а на юг се простира равното Одринско поле.
Днес с. Лесово, въпреки намалелия брой на неговите жители, е добре благоустроено село с оформен площад, обществени сгради (търговски дом, училище, читалище, киносалон (затворен от повече от 10 години), библиотека, заведения за забавления и др.), участък полиция и улици.

## История
Старото име на селото е Урумбеглий. За кратко време преди освобождението селото е било униатско, с цел отделяне от гръцката Цариградска Патриаршия.
В 1913 година селото е имало 800 къщи и е било чисто българско. Първата църква в този край е построена около 1846 г.- била е малка каменна църква, разположена в най-високата част на селото. Точно на това място е извирала лековита вода, която лекувала малки и големи. Благодарение на тази лековита вода, църквичката приема името „Свети живоприемний източник“. Същото име носи и днес построената по-късно (около 1890 г.) голяма църква. В нея са запазени автентични икони, книги и документи. Към 2006 г. църквата няма постоянен свещеник, който да се грижи за нея и за благонравието на хората. През 1934 година селото получава днешното си име.
В землището на селото през 2005 г. се изгражда и открива ГКПП Лесово–Хамзабейли заедно с необходимите пътни комуникации. С отварянето на граничния пункт в с. Лесово се създава добри перспективи за търговията и стопанството. В селото се заселват английски граждани, има възможности за селски туризъм.

## Редовни събития
- Официален празник – 1 май

## Галерия
- Някогашното училище „Христо Ботев“
- Стара къща
- Гробището на с. Лесово